# Potaissa
Potaissa ist ein römischer, militärisch-ziviler Siedlungskomplex im Stadtgebiet des heutigen Turda (Kreis Cluj) im Zentrum der rumänischen Region Siebenbürgen. Potaissa war zunächst ein einfacher Vicus, bis dort ein Legionslager mit seinen Canabae gegründet wurde. Dadurch entwickelte sich im Folgenden eine blühende, urbane Agglomeration mit über 20.000 Menschen und den entsprechenden Infrastrukturen. Potaissa avancierte zum Municipium, später zur Colonia. Administrativ gehörte es zur Provinz Dacia Apulensis. Neben Apulum war Potaissa eines von insgesamt nur zwei zeitgleich in den dakischen Provinzen existierenden Legionshauptquartieren. Das Kastell hatte rund einhundert Jahre lang Bestand, die Zivilsiedlung sogar mehrere hundert Jahre. Es ist eine der so genannten zentralen Anlagen des Dakischen Limes. Gemeinsam mit 276 weiteren Bodendenkmälern dieses Limes wurde es im Sommer 2024 zum UNESCO-Weltkulturerbe erhoben.

## Lage
Im heutigen siedlungsgeographischen Bild liegt das Kastell in einem nicht bebauten, einstmals landwirtschaftlich genutzten Bereich, unmittelbar südlich und westlich der modernen Stadt Turda, die es quasi einrahmt. Topographisch befindet es sich auf einer gegen den Fluss Arieș vorspringenden, interfluvialen Hochterrasse namens Dealul Cetății (deutsch: Burgberg), die von den Bachtälern Valea Racilor im Norden und Valea Sandulesti im Süden begrenzt wird. Nordwestlich beginnen in wenigen Kilometern die Berge des Trascău-Gebirges, südöstlich erstreckt sich das Siebenbürgische Becken.
Das Lager auf dem Dealul Cetății lag rund 30 bis 40 Meter oberhalb des Laufniveaus der antiken Zivilstadt.

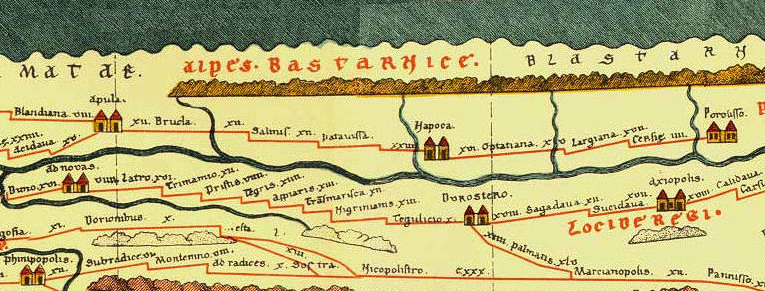
Potaissa als Patauissa auf der Tabula Peutingeriana (Mitte oben, links neben Napoca)
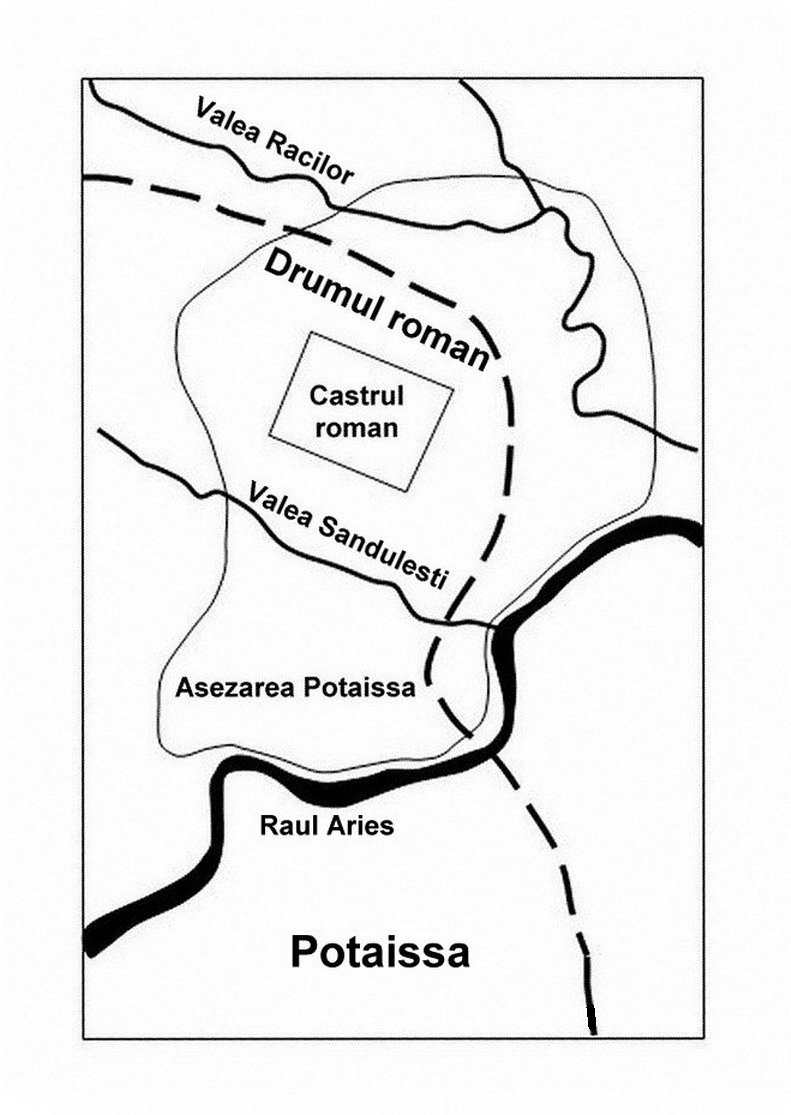
Lage des Kastells, der Zivilsiedlung und der Straßenanbindung
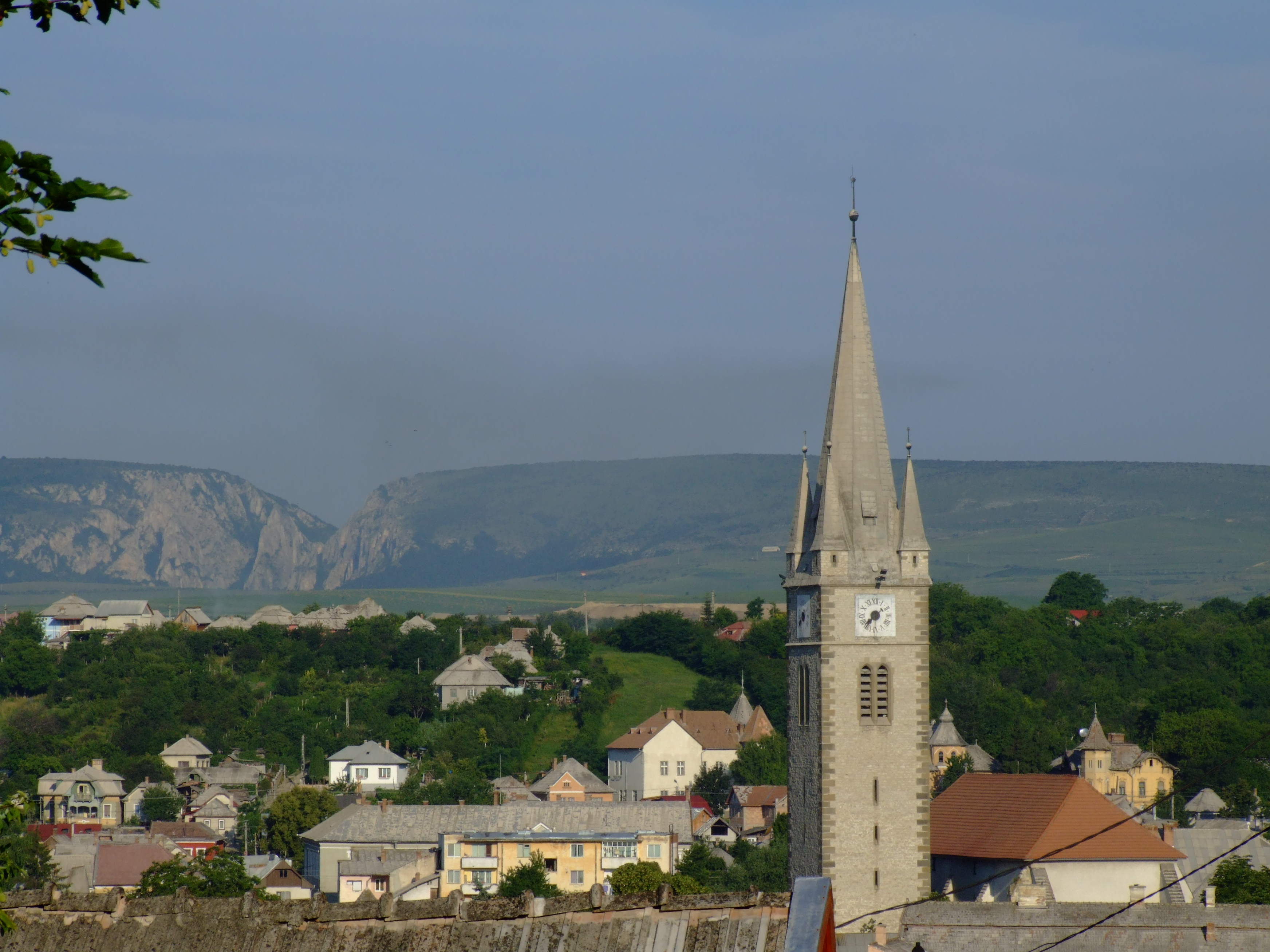
Blick vom heutigen Turda aus gegen das Trascău-Gebirge (Sommer 2007)

## Zitat
“Accedit, quod in his Daciae partibus post Porolissum et Napocam probabile est oppidum celeberrimum fuisse Potaissam, per universum autem Daciae septentrionalis tractum nullo loco plura monumenta aetatis Romanae reperta sunt quam Thordae, (...)”

„Hinzu kommt, dass in diesem Teil Dakiens Potaissa wahrscheinlich die bedeutendste Stadt nach Porolissum und Napoca war und dass im gesamten nördlichen Landstrich Dakiens an keinem anderen Ort mehr Denkmäler aus römischer Zeit gefunden wurden als in Thorda, (...)“

## Quellen und Forschungsgeschichte

Titelblatt von Ferdinand Neigebaurs Dacien (1851)

### Kastell

Schematischer Kastellgrundriss

#### Umwehrung

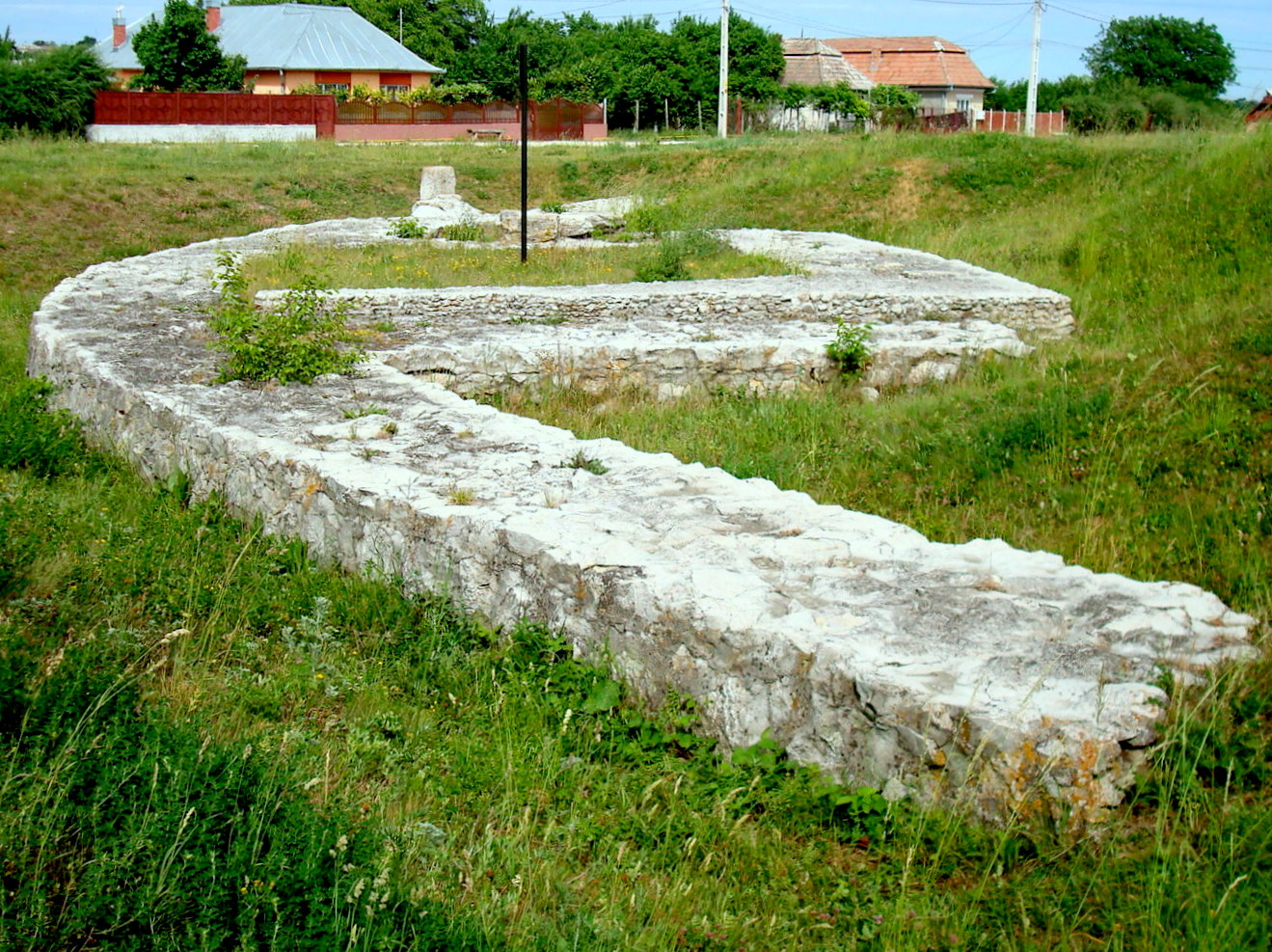
Nordwestlicher Eckturm (2009)

#### Principia

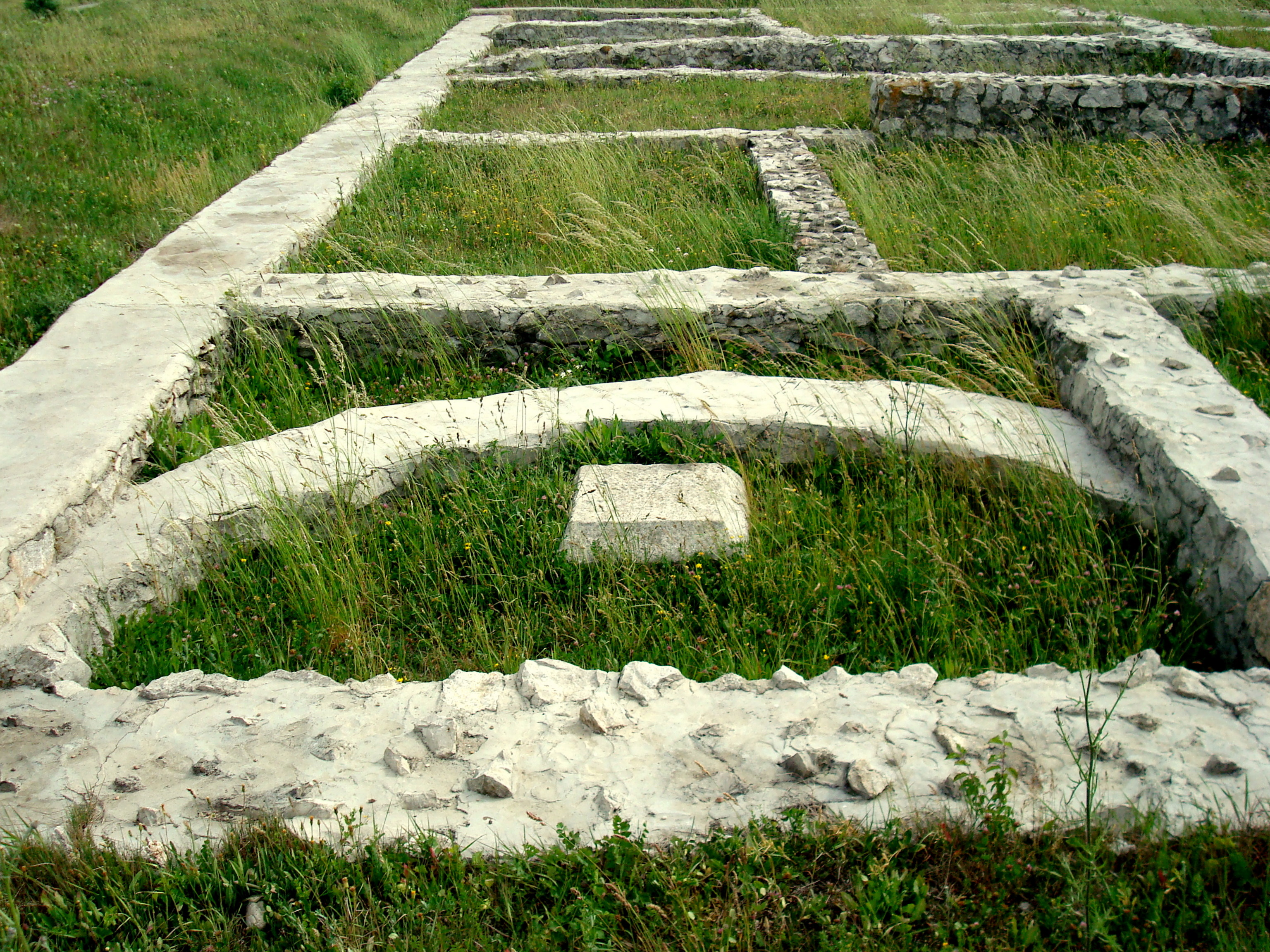
Südliche Seite des Durchgangs zu den Principia
(Frühjahr 2009)

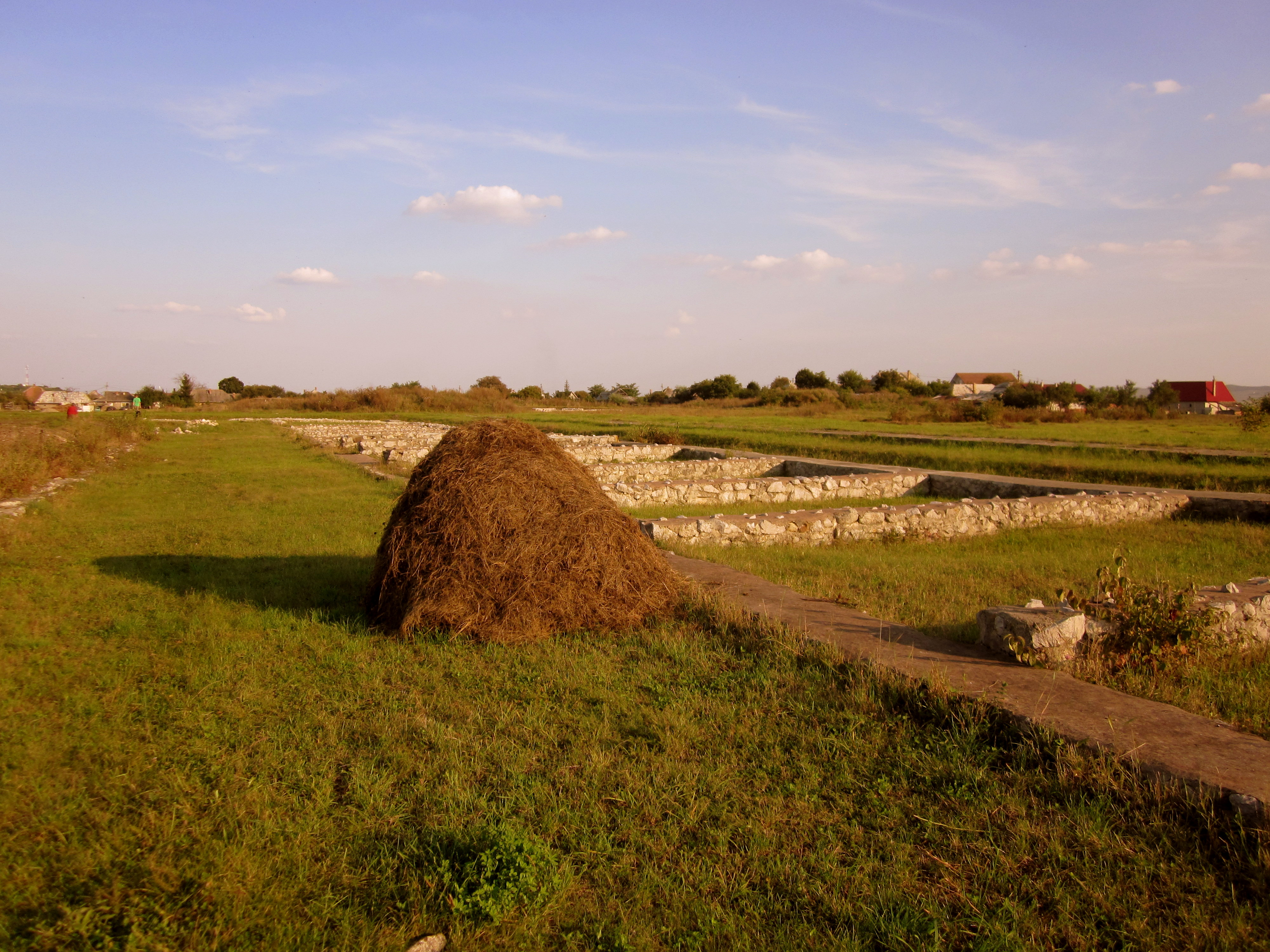
Südliche Armamentaria
(Spätsommer 2010)

#### Thermen

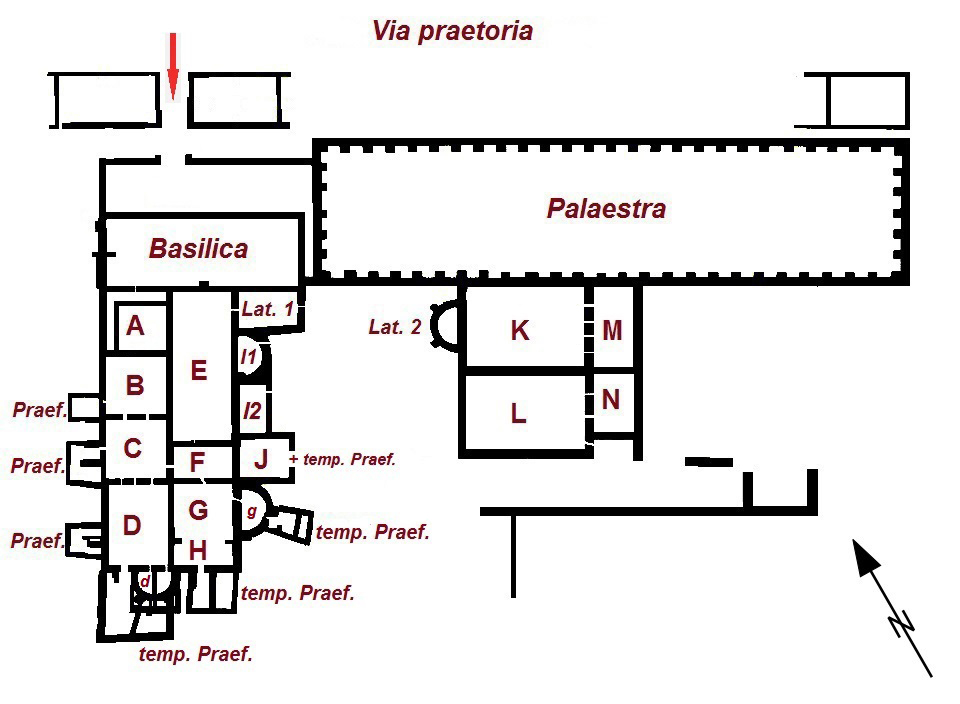
Schematischer Grundriss der Thermen

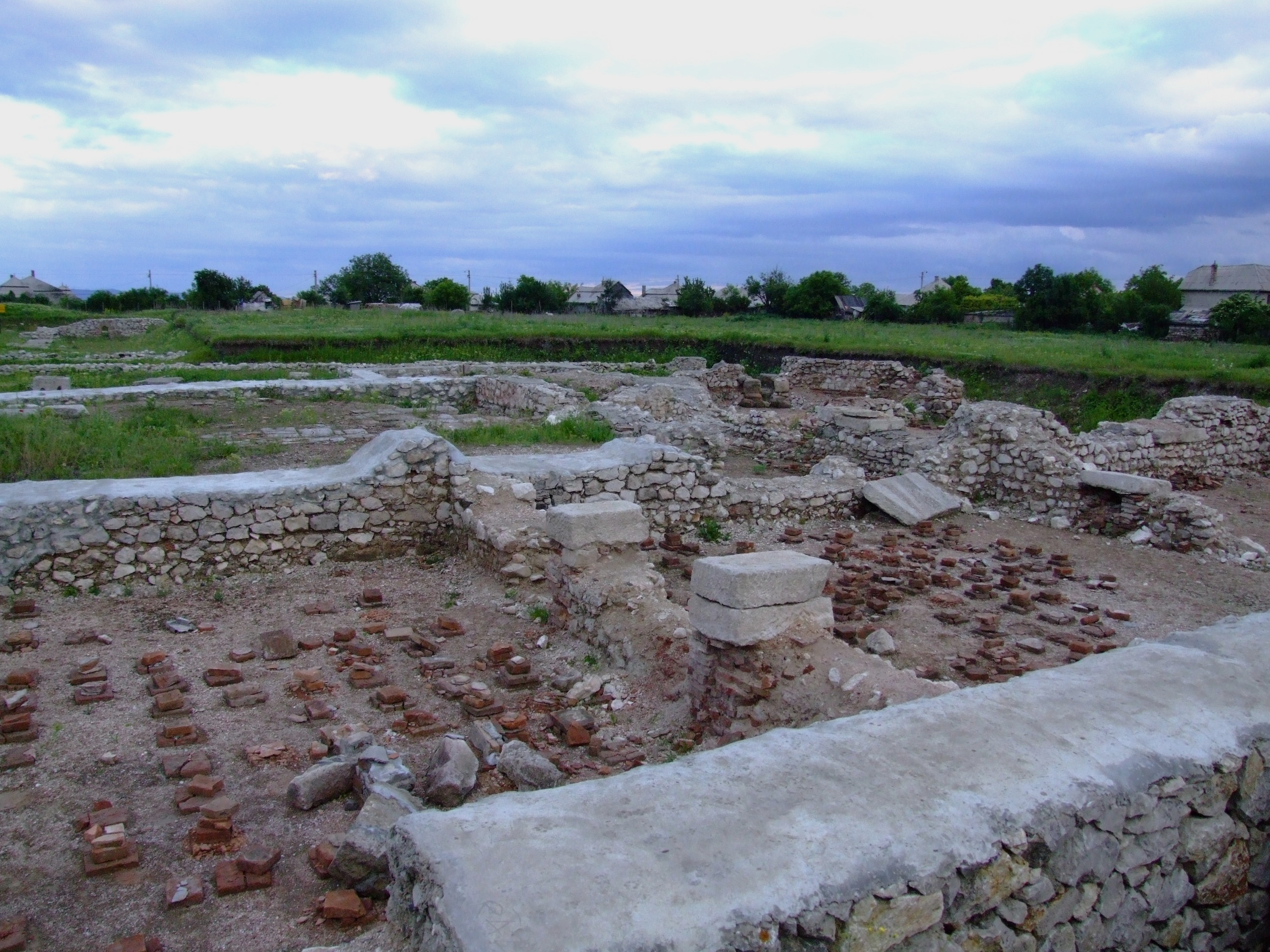
Blick von Westen in die hypokaustierten Räumen der Westflucht (Frühjahr 2006)
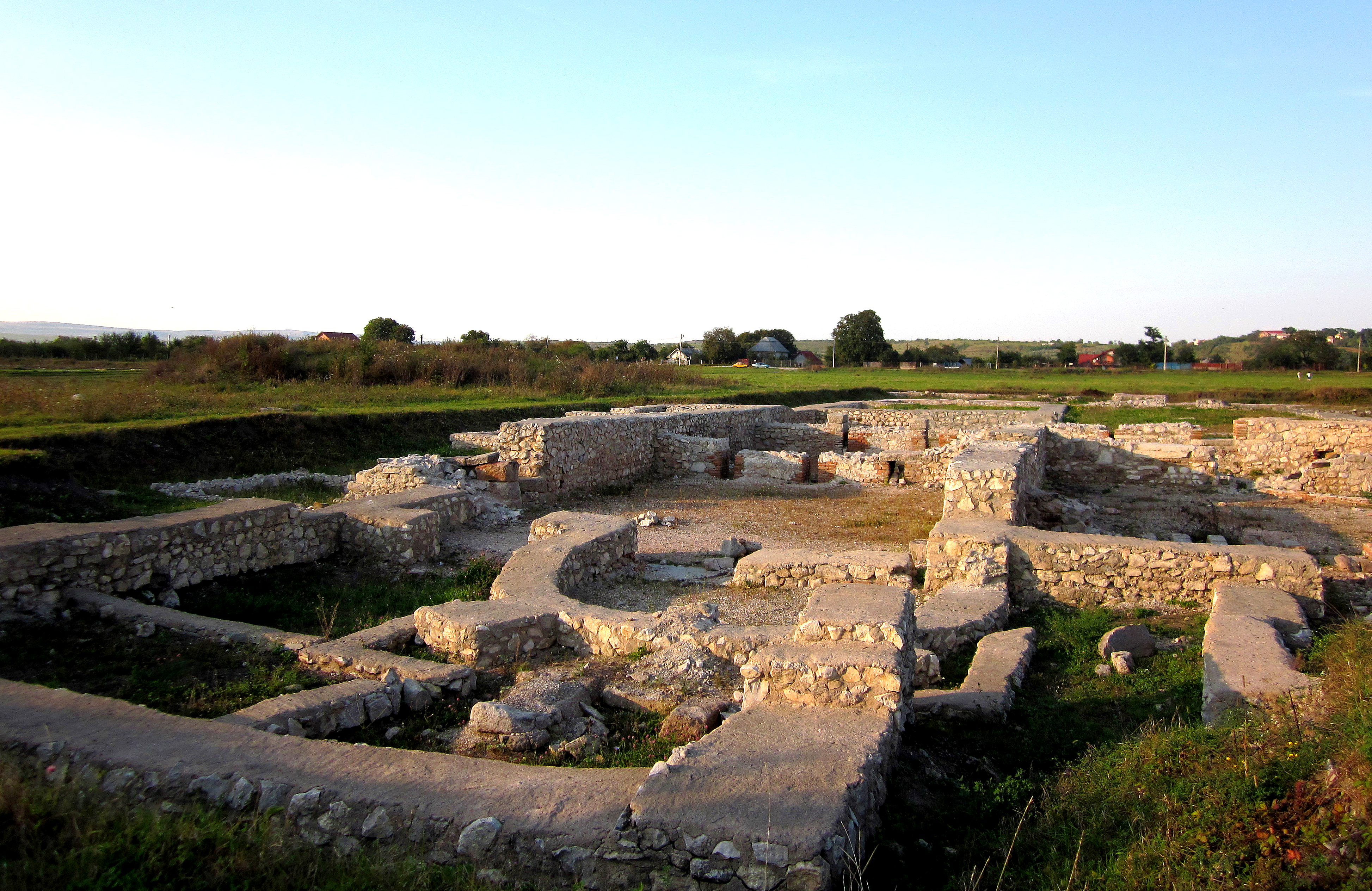
Blick von Süden her über das Praefurnium in den Raum D, rechts Raum G/H (Spätsommer 2010)
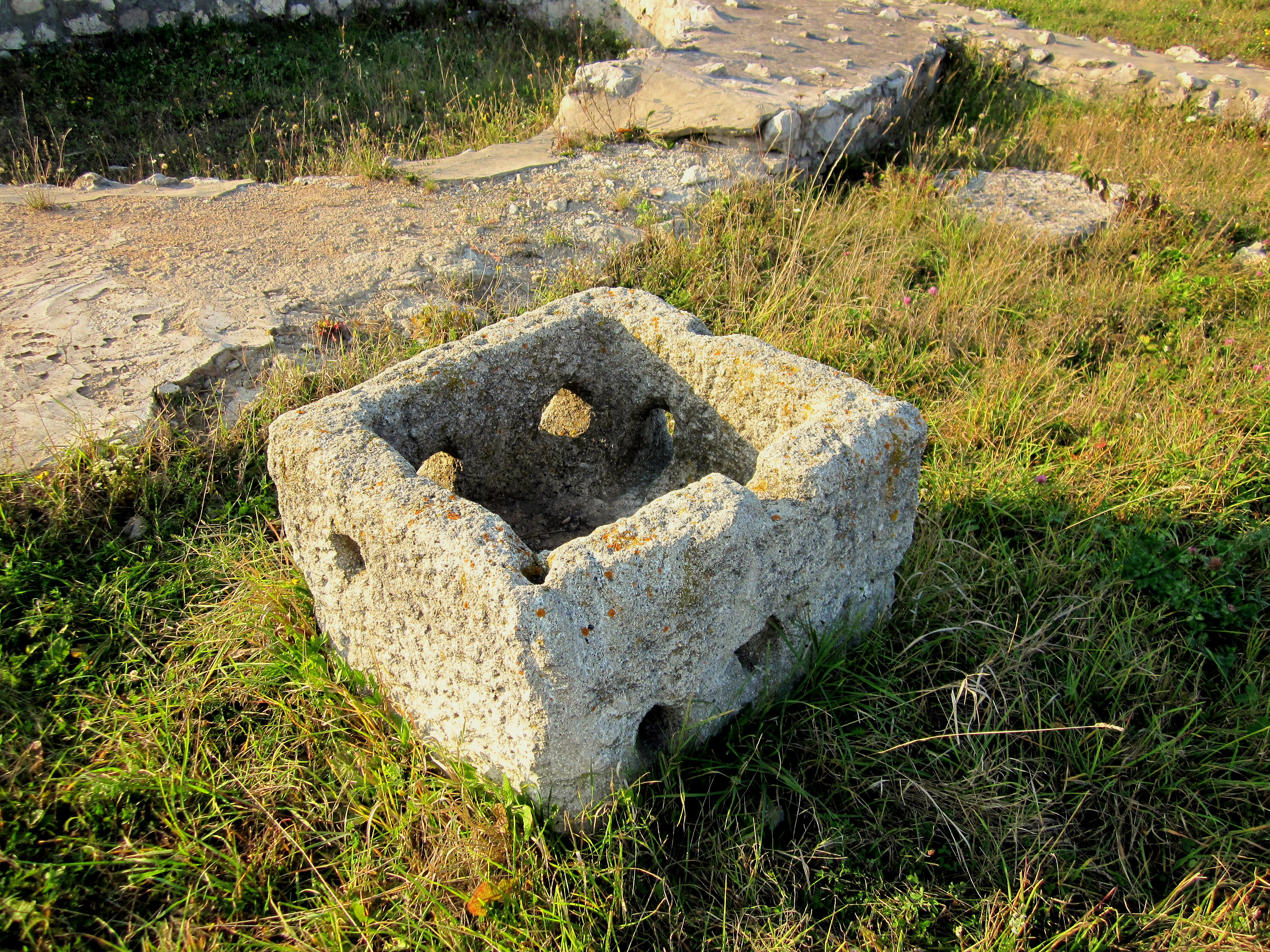
Wasserverteilungsbassin (Spätsommer 2010)
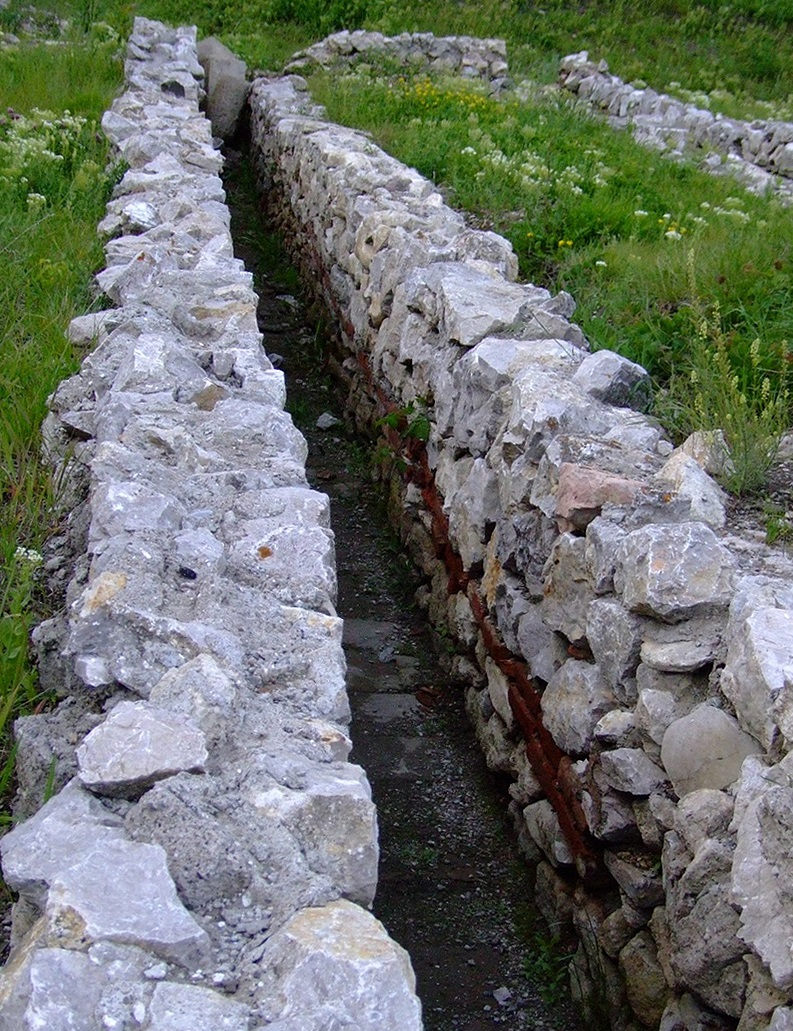
Kanal, über den das Brauchwasser entsorgt wurde (Frühjahr 2006)

#### Truppen

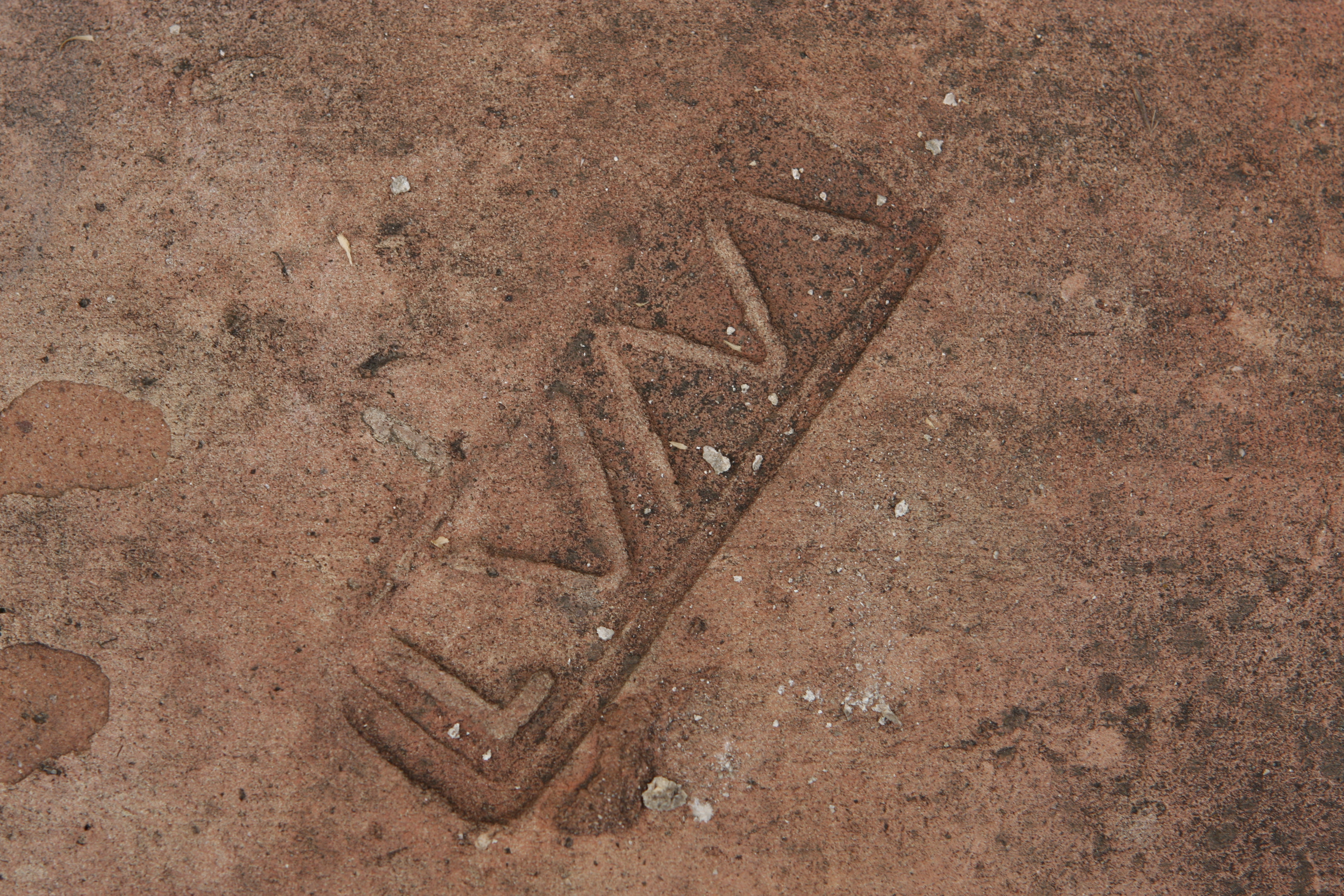
Ziegelstempel der
Legio V Macedonica
FO: Potaissa
AO: nicht angegeben